# فوكيكوس
أيه سي فوكيكوس (Α.Σ. Φωκικός) هو ناد كرة قدم محترف اليونانية من فوكيس في اليونان، وأنشئ في أمفيسا. تأسس النادي في عام 1932 (كان موجودا بشكل غير رسمي من عام 1928) تحت اسم «بانامفيسايكوس» وبعد عشرين عاما (1952) تم تغيير اسمها إلى «أمفيسايكوس». في عام 1964 كان اسمه أخيرا «فوكيكوس» ويلعب حاليا في دوري كرة القدم، والمستوى الثاني من نظام كرة القدم اليونانية. ألوان الفريق هي الأزرق والأبيض (الألوان البديلة هي الحمراء والبيضاء). شارة الفريق تتكون من غصني زيتون يحيطان بالكرة.